# Alchemilla viridiflora
Alchemilla viridiflora är en rosväxtart som beskrevs av Werner Hugo Paul Rothmaler. Alchemilla viridiflora ingår i släktet daggkåpor, och familjen rosväxter. Inga underarter finns listade i Catalogue of Life.